# Девід Дефіагбон
Девід Дефіагбон (англ. David Defiagbon; 12 червня 1970, Сапеле, Дельта — 24 листопада 2018, Лас-Вегас) — канадський професійний боксер нігерійського походження, призер Олімпійських ігор.

## Аматорська кар'єра
1990 року переміг на Іграх Співдружності в напівсередній вазі.
1991 року завоював бронзову медаль на Всеафриканських іграх у середній вазі.
1992 року на Олімпійських іграх він представляв Нігерію і програв у першому раунді середньої ваги Раулю Маркесу (США) — 7-8.
На Олімпійських іграх 1996 він представляв Канаду у важкій вазі і виграв срібну медаль.
- В 1/8 фіналу переміг Омара Ахмеда (Кенія) — 15-4
- У чвертьфіналі переміг Крістофа Манді (Франція) — DQ-3
- У півфіналі переміг Нейта Джонса (США) — 16-10
- У фіналі програв Феліксу Савону (Куба) — 2-20

## Професіональна кар'єра
1996 року перейшов до професійного боксу і виграв свої перші 21 бої. 23 липня 2004 року зустрівся в бою з Олегом Маскаєвим і зазнав першої поразки за очками.
15 січня 2005 року зустрівся в бою з Хуаном Карлос Гомесом (Куба) і, зазнавши поразки нокаутом, завершив боксерську кар'єру.